# Vacina antirrubéola
A vacina antirrubéola é uma vacina usada para prevenir a rubéola. Os efeitos são visíveis cerca de duas semanas depois duma única dose, e cerca de 95% das pessoas tornam-se imunes. Sendo a rubéola uma doença imunoprevenível, a vacinação é a medida indicada para o controle, eliminação ou erradicação da rubéola e da síndrome da rubéola congénita. Quando existe um baixo nível de imunização infantil numa população é possível que os índices de rubéola congénita aumentem à medida que mais mulheres se encontram em idade reprodutiva sem vacinação ou expostas à doença. Portanto, é importante que mais de 80% de pessoas sejam vacinadas.
Para metas de eliminação da rubéola e da síndrome da rubéola congénita, as mulheres em idade reprodutiva passaram a ser alvo das campanhas de imunização contra rubéola incorporadas às recomendações da Organização Mundial de Saúde (OMS), que aconselha integrar a vacina em programas de rotina, que permitem detectar e responder rapidamente aos surtos valendo-se de estratégias de contenção. Se nem todas as pessoas forem imunizadas, é importante que pelo menos as mulheres em idade fértil o sejam. A vacina não deve ser administrada naquelas em período de gestação ou em pessoas com um sistema imunológico muito fraco. Apesar de uma dose ser geralmente o quanto baste para uma protecção vitalícia, normalmente é oferecida uma segunda oportunidade de vacinação por meio de campanhas para controlar e reduzir o acúmulo de suscetíveis e prevenir os casos importados.
As reacções pós-vacinais normalmente são ligeiras. Podem incluir febre, erupção cutânea ou dor e vermelhidão no local da injecção. Em mulheres pode-se correlacionar dor nas articulações dentro de uma e três semanas depois da vacinação. Podem também ocorrer casos esporádicos de alergias graves. A vacina antirrubéola é fabricada a partir de estirpes virais vivas atenuadas da rubéola. Encontra-se disponível como vacina monovalente ou combinada com outras vacinas. Isso inclui as vacinas multivalentes que contêm também o vírus do sarampo e parotidite (vacina VASPR) e multivalentes contendo o vírus do sarampo, papeira, rubéola e/ou varicela. (VASPRV).
A vacina contra a rubéola foi pela primeira vez autorizada em 1969. Consta na Lista de Medicamentos Essenciais da Organização Mundial de Saúde, considerados os mais eficazes e seguros para responder às necessidades de um sistema de saúde básico. Desde 2009 que mais de 130 países a integram nas vacinas de rotina. O preço de venda da vacina tríplice viral no mundo em desenvolvimento era de 0,24 dólares por americanos por dose, em 2014. Nos Estados Unidos custa entre 50 e 100 USD.